# Arcieparchia
Nella Chiesa cattolica di rito orientale si chiama arcieparchia una porzione di territorio e di fedeli che vengono affidati alla cura pastorale di un arcieparca. Gli arcieparchi possono essere metropoliti, ma non mancano arcieparchie non metropolitane.
L'arcieparchia è del tutto corrispondente all'arcidiocesi della Chiesa latina. Le arcieparchie (e i loro arcieparchi) sono disciplinate dai canoni 177-310 del Codice dei canoni delle Chiese orientali.